# Madiswil
Madiswil is een gemeente en plaats in het Zwitserse kanton Bern, en maakt deel uit van het district Oberaargau.
Madiswil telt 3.161 inwoners.